# 최은순 (법조인)
최은순(崔銀純, 1966년~)은 대한민국의 변호사이다. 1993년 서울대 신 교수 성희롱 사건 공동 변호사였다.

## 경력
- 1989년 제31기 사법고시 합격
- 1992년 사법연수원 21기 수료
- 2003년 2월~2004년 6월 대통령비서실 제도개선, 민원제안 비서관
- 2004년 8월~2007년 8월 국민고충처리위원회 비상임위원
- 2007년 1월~2010년 1월 행정자치부 중앙분쟁조정위원회 위원
- 2014년 7월~대한상사중재원 중재인, 법률사무소 디케 변호사
- 2017년 1월~제12대 한국여성단체연합 공동대표
- 2019년 3월~2020년 3월 제13대 한국젠더법학회 회장